# Xiphidiopsis citrina
Xiphidiopsis citrina är en insektsart som beskrevs av Ludwig Redtenbacher 1891. Xiphidiopsis citrina ingår i släktet Xiphidiopsis och familjen vårtbitare. Inga underarter finns listade i Catalogue of Life.